# بازار فرابورس مارکتس گروپ
بازار فرابورس مارکتس گروپ (انگلیسی: OTC Markets Group) که پیش‌تر به نام «اوراق صورتی» شناخته می‌شود، یک بازار مالی در کشور ایالات متحده آمریکا است که کارش تأمین اطلاعات دربارهٔ نقدشوندگی بازار و قیمت‌ها برای حدود ۱۰۰۰۰ اوراق‌بهادار فرابورس (OTC) است. این اوراق‌بهادار فرابورس، در سه بازار مختلف به نام‌های «اوتی‌سی‌کیوایکس» (OTCQX)، «اوتی‌سی‌کیوبی» (OTCQB) و «پینک» (Pink) دسته‌بندی و ارائه می‌شود تا سرمایه‌گذاران از فرصت‌های سرمایه‌گذاری بوجودآمده و خطرات احتمالی این سرمایه‌گذاری‌ها مطلع شوند.
مقر اصلی این بازار بزرگ، شهر نیویورک است و مدیراجرایی و رئیس فعلی آن «آر. کراموِل کولسن» است.